# 五島自動車
五島自動車株式会社（ごとうじどうしゃ）は、長崎自動車（長崎バス）の関連会社の一つで、長崎県五島市を中心に路線バスおよび貸切バスを運行するバス事業者である。通称は五島バス。本社所在地は長崎県五島市栄町1-4。バス事業のほか、タクシー業、製塩業、ホテル業なども経営する総合グループ企業でもある。自社HP内では「五島自動車グループ」の名称も用いている。

## 沿革
- 1941年5月 五島自動車有限会社として設立。
- 1985年10月 長崎自動車が出資する株式会社に組織変更し、社名を五島自動車株式会社に変更。
- 2002年2月 五島中央病院の開院に伴い、ほとんどの路線が五島中央病院を経由するように運行ルートを修正。
- 2007年9月30日 三井楽町内線の2路線を廃止。三井楽半島バスが運行を引き継ぐ（後述）。
- 2017年9月30日 富江－黒瀬・丸子・大宝線を廃止。予約制乗合タクシーに転換（後述）。
- 2020年10月1日 減便ダイヤ改正を実施。

## バス事業

### 営業所所在地

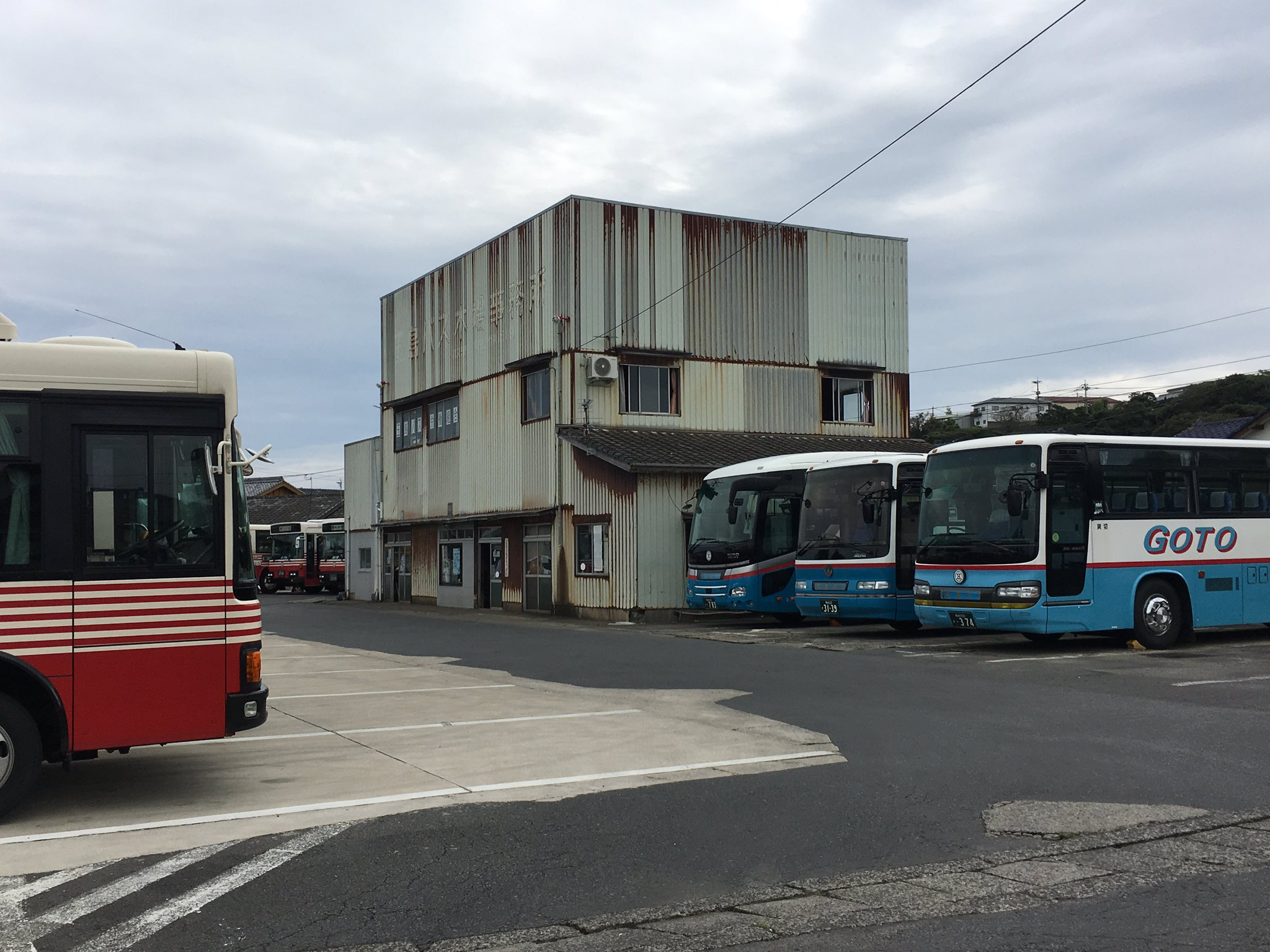
木場営業所（2016年10月）

- 坂の上営業所 - 五島市上大津町1242-1（実質的な現場の拠点はここ）
- 車庫 - 五島市玉之浦町玉之浦734番地17
- 富江駐在所 - 五島市富江町富江161番地1
- 三井楽駐在所 - 五島市三井楽町濱ノ畔985番地7

富江・三井楽の駐在所は乗客用の待合室を有し、窓口営業を行っていた頃の施設も残っている。

### 路線バス
福江島の東端、五島市の中心港である福江港に隣接するバス乗り場を運行の拠点として、福江島内全域に路線を持つ。
社名は五島列島に由来するが、運行区域は福江島のみである。

#### 現行路線
福江－玉之浦線
- 福江 - 五島中央病院 - 二本楠 - 山の平 - 小川 - 大宝 - ルルド前 - 玉の浦 - 小浦 - 向小浦（むこうこうら）

福江島を東部から南西部へ貫く長距離路線。所要時間は約1時間35分。主に中型車が使用される。
2001年4月1日改正で小浦から対岸の島山島にある向小浦まで路線が延長された。2020年10月1日のダイヤ改正で従来の5往復から3往復に減便されている。
二本楠で富江－岐宿線と接続するものがある。
- 福江 - 五島中央病院 - 二本楠 - 荒川 - 布浦 - 大宝 - 玉の浦

福江－荒川線の布浦系統を延長する形で設定された。1日上下各1便のみの運行。2002年2月1日改正より、五島中央病院経由となる。
五島高校の通学を意識したダイヤ設定となっており、上り便は五島高校の早朝補習授業がない場合は運休となっていたが、2020年10月1日のダイヤ改正で毎日運行となった。
上り便は二本楠で富江－岐宿線と接続する。
福江－荒川線
- 福江 - 五島中央病院 - 二本楠 - 荒川 - 布浦
- 荒川 - 丹奈

福江島を東西に貫く路線である。下り便は福江－二本楠間は向小浦行きと続行して運転し、二本楠で向小浦行きの接続を受けた後で荒川行きとなっていたが、2020年10月1日のダイヤ改正で単独運行となった。一方、上り便は二本楠での接続はなく、全便が荒川から福江へ直通する。
丹奈系統は荒川行きの便が直通するが、運賃は通算されない。
福江－三井楽線
- 福江 - 五島中央病院 - 岐宿（きしく）支所前 - 岐宿 - 水の浦（憩坂） - 三井楽

福江島を東部から北西部へ貫く路線である。国道384号の改良により1980年代に比べて所要時間が約10分短縮された（約1時間→約50分）。
一部の便は貝津港へ向かう三井楽半島バスとの接続が図られている。
福江－大浜・小泊・小牧・富江線
- 福江 - 大浜 - 小泊・小牧・富江
- 福江 - 五島中央病院 - 小牧 - 富江
- 小牧→小泊→大浜→五島中央病院

五島バスの中で最も運行本数が多い路線である。長崎県道49号福江富江線の改良により1980年代に比べて所要時間が約5分短縮された（約45分→約40分）。2002年2月1日改正より、一部の便を五島中央病院経由に変更した。
福江－崎山－鐙瀬公園循環線
- 福江 - 上崎山 - 鐙瀬（あぶんぜ） - 大窄（おおさこ） - 野々切 - 福江
- 上崎山→五島中央病院

鬼岳の裾野を一周する路線であるが、大半の便が上崎山止まりである。運行本数は比較的多い。以前は循環しておらず、野々切方面からは大窄止まりだった。2002年2月1日改正より、福江行1便を五島中央病院行に変更した。
福江－戸岐線
- 福江 - 浦頭 - （樫の浦） - 船着場 - 奥浦 - 堂崎天主堂入口 - 戸岐 - 観音平（かんのんびら）
- 観音平→戸岐→奥浦→五島中央病院

運行本数は比較的多いが、ほとんどの便が戸岐折返しで、観音平まで行く便は1日4本のみである。一部の便が船着場バス停で久賀島への渡船と接続する。
2002年2月1日改正より、戸岐発福江行1便を観音平発とした上で五島中央病院行に変更した。
2016年10月1日改正より、五島市地域公共交通再編実施計画に基づいて樫の浦線を戸岐線に統合し、戸岐線の一部便が樫の浦を経由する運行形態に改められた。
高田循環線
- 福江→瀬戸→高田→本山→福江

2006年5月11日改正より、本山先回り便が廃止され、一方向循環となった。
福江－五島中央病院線
- 福江 - 五島中央病院

五島中央病院の郊外移転に伴い、2002年2月1日改正より新設された路線である。
福江－福江空港線
- 福江 - 福江空港

飛行機のダイヤに合わせて運行時刻が毎月変更される空港連絡バス。原則として飛行機出発の50分前に福江を発車する。
富江－岐宿線
- 富江 - 二本楠 - 岐宿中学校前 - 岐宿
- 富江→二本楠→神崎橋→岐宿

福江島を南北に貫く路線である。朝1便のみの神崎橋経由は五島南高校への通学の便を図るものである。

#### 廃止路線
廃止路線は以下の通り。
三井楽半島バスにより運行
三井楽－貝津線
- 三井楽 - 貝津

2007年10月1日改正により廃止。三井楽では福江発着便と、貝津では嵯峨ノ島への渡船と全便が連絡していた。
三井楽町内循環線
- 三井楽 - 柏 - 渕之元 - 三井楽

2007年10月1日改正により廃止。循環線ではあるが、循環するのは上下各1便のみで、大半が区間便だった。
予約制乗合タクシーにより運行
富江－黒瀬・丸子・大宝線
- 富江 - 黒瀬 - 丸子 - 太田 - 大宝

福江島の南岸を東西に結ぶ路線だが、ほとんどの便は途中の黒瀬・丸子止まりで、大宝まで向かう便は1日3本のみだった。2017年10月1日改正より、五島市地域公共交通再編実施計画に基づいて乗合タクシーに転換された。
2017年10月1日の転換当初は富江－黒瀬間1日5往復運行され、予約なしでも乗車できるが、黒瀬－大宝間（1日3往復）にかかる区間を乗車する場合は事前予約が必要となっていた。その後運行体系の見直しに伴い、2023年1月より富江 - 太田間を1日1往復するダイヤに改められている。
富江町内循環線
- 富江 - 山下 - 坪口 - （坪）女亀 - 富江

2020年10月1日のダイヤ改正によって廃止、五島タクシーが運行する乗合タクシーに転換された。

### 乗車券
福江港ターミナルの同社窓口で路線バス全線が乗車可能な1日フリー乗車券を1000円で発売している。
全路線ともSUNQパスや交通系ICカードは利用できない。ただし長崎自動車グループが導入した「エヌタスTカード」について「いずれは導入したい」と表明している。

### 車両

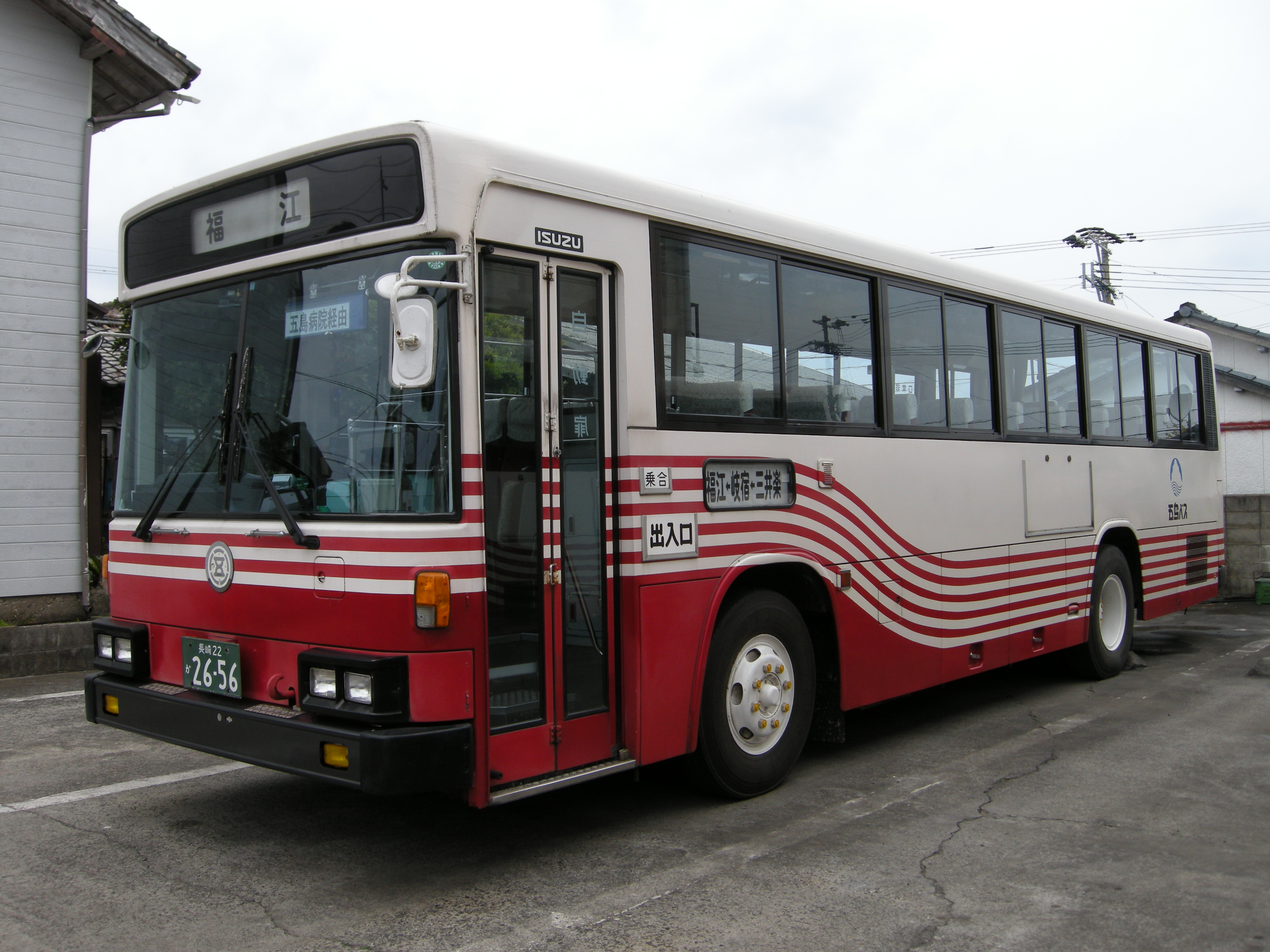
一般路線車（いすゞ車、2009年3月。三井楽駐在所）

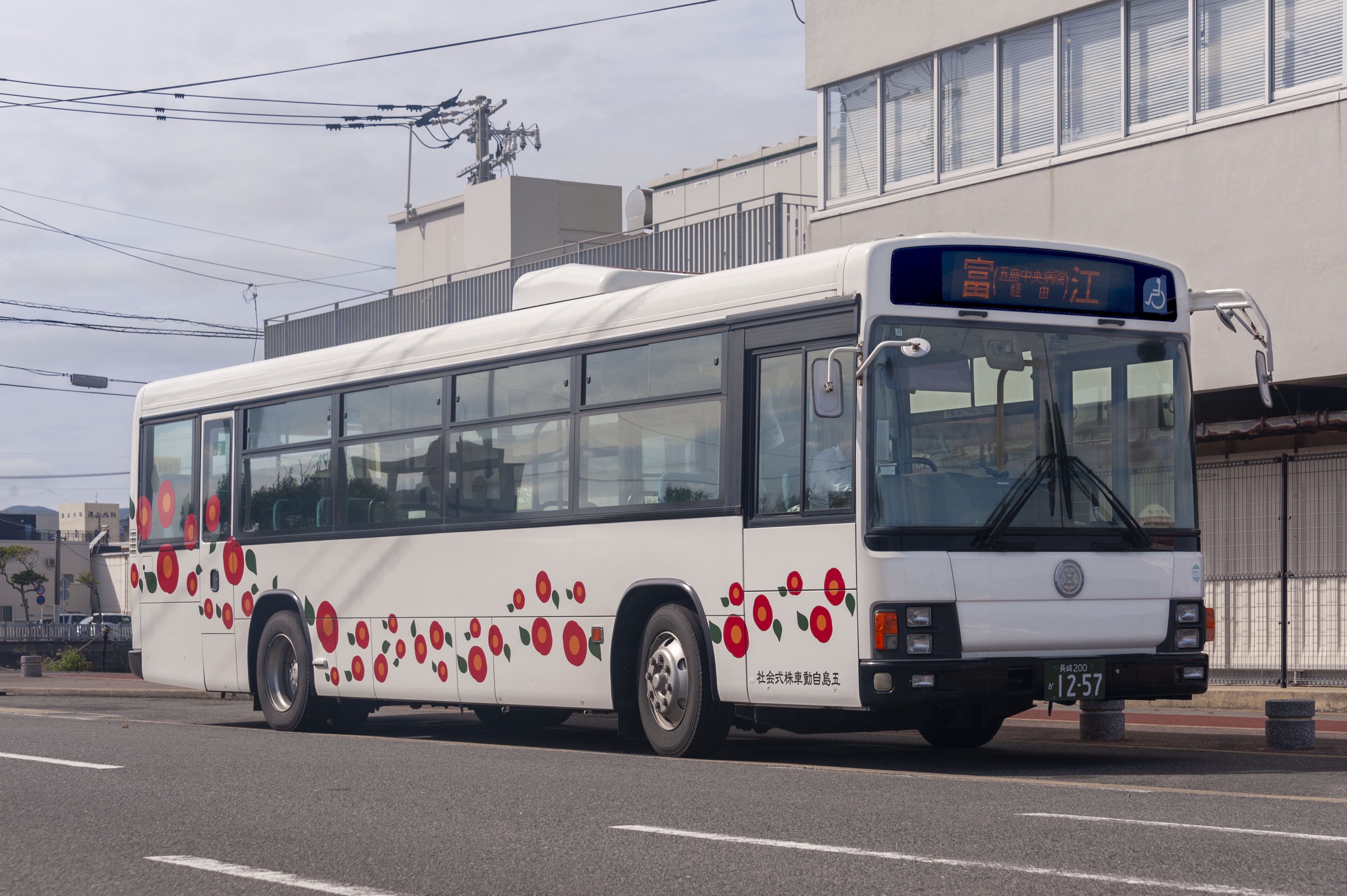
椿ラッピングのワンステップバス（いすゞ車、2024年10月。福江港）

メーカーはいすゞ・日野を使用している。経年車も多いが、大切に使われている。
一部を除き一般路線車は白と赤のツートンカラーで、間に5本の縞模様が入る塗装である。
かつては1ドアで座席がハイバック（もしくはリクライニング）シートとなっている貸切・一般路線兼用仕様の大型車・中型車が導入されていたが、交通バリアフリー法の施行に伴い、2003年以降は車椅子乗降用スロープを装備した中型ワンステップバス、2019年には中型ノンステップバスがそれぞれ導入されている。また2018年には神奈川中央交通からいすゞ・エルガワンステップバスが1台移籍し、主に福江⇔富江線で使用されている。
貸切車は上半白色・下半水色に赤帯の塗装で、大型車3台と中型車1台が在籍している。また定期観光バス専用車として福江島のシルエットをラッピングした日野・リエッセが1台在籍している。

## 観光業
福江港ターミナルビル1階に「五島バス観光課」として営業所を置く形で上述の五島バス車両および観光専用バスを用いて島内観光の定期観光バス運営を行っている。

### 定期観光バス
午前と午後に分けて島内を回る定期観光バスを1本運行している。午前だけの乗車（Aコース）、午後だけの乗車（Bコース）、午前と午後の通し乗車（Cコース）、午後の便と翌日午前の便の乗車（Dコース）が可能。トライアスロン（アイアンマン・ジャパントライアスロン五島長崎）開催日は運休する。

## ホテル業
系列の施設として五島市の香珠子海水浴場そばに五島ツバキの資料館「五島つばき文化館」、自然塩製造場「つばき窯」、土産品販売の「五島椿物産館」、五島市中心部にカンパーナホテルを持つ。
2018年3月まではカンパーナホテルに隣接して五島バスターミナルホテルを営業していたが、老朽化のため閉館し、翌2019年6月に近隣地にGOTO TSUBAKI HOTELをオープンさせている。

## タクシー業
五島市東浜町に営業所本部を置く五島タクシーの名で島内各地に営業所を持っており、五島バス観光課と連動してタクシー観光も行っている。また、冨江地区の乗合タクシー事業（前出）も受託している。